# 원미미
원미미(1987년 2월 20일 ~ )는 대한민국의 탤런트, 모델이다.

## 방송
- 씽씽토요일
- 논스톱 5 (2004~2005)
- 얍
- 사랑도 리필이 되나요? (2005~2006)
- 성교육닷컴 (2006) - 미미 역

## 공연
- 작업의 정석 (2012~2017) - 한지원 역
- 작업의 정석 2탄 (2012~2014) - 이수빈 역
- 연애의 목적 (2014~2015) - 구수애 역
- 엽기적인 그녀 (2014~2016) - 그녀 역
- S다이어리 (2016) - 나진희 역

## 경력
- 잡지 '키키' 모델 (2002~2003)
- 럭키스타 딜라이트 치약 CF (2005)